# Jean Eustache
Pour les articles homonymes, voir Eustache.
Jean Eustache est un réalisateur français, né le 30 novembre 1938 à Pessac et mort le 5 novembre 1981 à Paris.
Proche de la rédaction des Cahiers du cinéma et des réalisateurs de la Nouvelle Vague, il passe à la réalisation en 1963 avec Les Mauvaises Fréquentations puis tourne, en 1965 à Narbonne, Le père Noël a les yeux bleus.
En 1972, il réalise La Maman et la Putain qui obtient le grand prix au festival de Cannes 1973. Après ce succès, Eustache met en scène son enfance à Narbonne dans Mes petites amoureuses, film sorti en 1974 dont le succès est moindre. Par la suite, il ne parvient pas à tourner un nouveau long métrage.

## Biographie

### Jeunesse
Jean Eustache naît à Pessac en 1938, son père, ouvrier communiste, est maçon,. Après le divorce de ses parents, il est d'abord élevé par sa grand-mère maternelle Odette Robert avant de rejoindre sa mère à Narbonne en 1951-1952 où il passe un CAP d'électricien,. Il arrive à Paris en 1957 et travaille à la SNCF comme ouvrier spécialisé. Cinéphile, il fréquente la Cinémathèque française le week-end. 
Refusant de partir en Algérie, il fait une tentative de suicide en s'ouvrant les veines et passe un an en hôpital psychiatrique.
Il épouse Jeanne Delos avec qui il a deux fils, Patrick et Boris.

### Cinéma
À la Cinémathèque française, et par l'intermédiaire de sa femme qui travaille comme secrétaire aux Cahiers du cinéma, il rencontre les principaux protagonistes de la Nouvelle Vague, Jean-Luc Godard, Éric Rohmer, Jean Douchet, Jean-Pierre Léaud et Paul Vecchiali. En 1962, il assiste au tournage de La Boulangère de Monceau d'Éric Rohmer et du Mannequin de Belleville de Jean Douchet,.
Grâce à Paul Vecchiali, il peut réaliser La Soirée, son premier court métrage, en 1962. À l'hiver 1963, il tourne un moyen métrage, Du côté de Robinson, plus connu sous le nom Les Mauvaises Fréquentations. Le film raconte l'histoire de deux copains, d'origine modeste, qui s'ennuient dans les rues de Paris. Ils y abordent une fille et l'emmènent au dancing. La fille finit par danser avec un autre garçon. Pour se venger, ils lui volent son portefeuille.
À l'hiver 1965-1966, il réalise à Narbonne un second moyen métrage, Le père Noël a les yeux bleus, avec des chutes de pellicule du film Masculin féminin de Jean-Luc Godard,. Le film raconte l'histoire d'un jeune homme, Daniel (Jean-Pierre Léaud), qui, pour se payer un duffel-coat, accepte la proposition d'un photographe de se déguiser en père Noël pour poser dans la rue avec les passants.
En 1966, il travaille comme monteur pour la série de trois émissions que Jacques Rivette réalise sur Jean Renoir, Jean Renoir, le patron dans le cadre de la série Cinéastes de notre temps produite par Janine Bazin et André S. Labarthe puis pour l'émission consacrée à Murnau.
Jean Eustache se sépare de sa femme en 1967. Il vit ensuite une histoire d'amour avec Françoise Lebrun qui sera l'une des deux principales actrices de La Maman et la Putain. Il tourne alors la première version de La Rosière de Pessac, le documentaire Le Cochon avec Jean-Michel Barjol et Numéro Zéro, un film sur sa grand-mère, Odette Robert, qu'il filme en continu grâce à deux caméras fixes qui permettent d'avoir un film « en temps réel ». Après une projection privée devant un petit nombre de proches, dont Jean-Marie Straub, Eustache lui-même décide de ne pas diffuser Numéro Zéro. En 1980, il accepte de le diffuser en version courte (54 min) sous le titre Odette Robert à la télévision. Le cinéaste Pedro Costa, qui a entendu parler du film par Jean-Marie Straub, retrouve et restaure une version du film et permet ainsi la sortie en salle en 2003, qui fait 3 500 entrées.

### La Maman et la Putain
En 1972, Eustache écrit et tourne son film autobiographique La Maman et la Putain, d'une durée finale de 3 h 40. L'histoire, qui s'inspire de sa vie réelle immédiate et notamment de son histoire d'amour avec Catherine Garnier, raconte quelques jours de la vie d'un jeune homme oisif, Alexandre (Jean-Pierre Léaud), qui passe sa vie à discuter dans les cafés. Vivant chez sa maîtresse, Marie (Bernadette Lafont), il tente désespérément de persuader son ancienne petite amie, Gilberte (Isabelle Weingarten), de revenir avec lui et sort avec Veronika (Françoise Lebrun), une infirmière abordée dans la rue. En 1973, le film, sélectionné au festival de Cannes, obtient le grand prix spécial du jury présidé par Ingrid Bergman - qui déteste le film - dans un climat houleux. Il divise la critique : Jean-Louis Bory (Le Nouvel Observateur), par exemple, n'apprécie ni le film, ni le style de jeu de Léaud qui selon lui « joue faux et reste faux. » Juste après Cannes, Catherine Garnier se suicide et Eustache passe quelque temps en maison de repos. Le film fait 340 000 entrées.
La Maman et la Putain est devenu un film culte. Ainsi, dans son histoire du cinéma français, Jean-Michel Frodon le considère comme un des plus beaux films du cinéma français.
Le succès relatif du film permet à Eustache de tourner Mes petites amoureuses dans de bonnes conditions,. Le film raconte l'enfance et l'adolescence de Daniel dans un petit village proche de Bordeaux auprès de sa grand-mère, puis à Narbonne auprès de sa mère. Le film s'inspire de la jeunesse du cinéaste à Narbonne. À l'inverse du précédent, le film comporte beaucoup moins de dialogues. Il ne rencontre qu'un faible succès (120 000 entrées).
Eustache joue dans L'Ami américain (1977) de Wim Wenders, puis dans La Tortue sur le dos (1978) de Luc Béraud.
Il tourne aussi Une sale histoire (1977) et la deuxième version de La Rosière de Pessac, intitulée La Rosière de Pessac 79.

### Mort
En mai 1981, en Grèce, il chute du haut d'une terrasse et se brise une jambe. Cloîtré chez lui de longs mois, il apprend qu’il boitera toute sa vie,. En pleine dépression, il se suicide le 5 novembre 1981, dans son appartement du 106 rue Nollet, à Paris, en se tirant une balle de pistolet dans le cœur. Sur la porte de la chambre, il a punaisé une carte sur laquelle il a laissé ces mots lapidaires : « Frappez fort. Comme pour réveiller un mort. »
Il avait plusieurs projets en cours dont Peine perdue, La rue s'allume avec Jean-François Ajion, la suite de La Maman et la Putain et Un moment d'absence avec Sylvie Durastanti,,.
Il est inhumé au cimetière parisien de Bagneux (division 94).

## Analyse de l’œuvre

### Aspect autobiographique
L'œuvre de Jean Eustache s'inspire largement de sa vie réelle (Les Mauvaises Fréquentations, Le père Noël a les yeux bleus, La Maman et la Putain, Mes petites amoureuses). Mes petites amoureuses raconte la fin de son enfance à Pessac et à Narbonne. La Maman et la Putain s'inspire directement de sa vie au moment même où il tourne le film et plus particulièrement de sa rupture avec Françoise Lebrun, de sa vie avec Catherine Garnier et de son amour pour Marinka Matuszewski.

### Travail avec les acteurs
Jean Eustache écrit des textes précis et demande que les acteurs respectent le texte. Dans un entretien avec Sylvie Blum et Jérôme Prieur, il explique : 
« Cela n'est pas intéressant que l'acteur trouve lui-même une phrase plus juste (et modifie les dialogues du scénario) : le jeu de l'acteur consiste précisément à se trouver lui-même à l'intérieur d'une chose écrite. »
Dans un entretien donné à la revue So Film en 2012, Jean-Pierre Léaud raconte que, sur le tournage de La Maman et la Putain, Jean Eustache était intraitable avec les acteurs et voulait absolument que le texte, particulièrement long et dense, soit connu au mot et à la virgule près. L'exigence était d'autant plus grande qu'il n'y avait qu'une seule prise par plan.

Dans Bernadette Lafont, une vie de cinéma (Atelier Baie, 2013), Bernadette Lafont évoque le rapport d'Eustache aux acteurs : 
« Alors que Léaud devait absolument être présent, je pensais qu'il n'était pas nécessaire de faire appel à des comédiennes professionnelles pour les deux rôles féminins. Eustache pouvait, en effet, diriger n'importe qui. Il était de ces metteurs en scène capables de faire jouer une chaise […]. J'ai longuement hésité et il s'en est fallu de peu que je ne fasse pas le film. Je disais à Jean : "Mais pourquoi tu me prends moi ?". "C'est comme ça, répliquait-il. C'est Léaud, toi et Françoise. Ou alors je change tout et je prends Marie-France, le travesti !" ».

## Filmographie

### Réalisateur
- 1963 : La Soirée, inachevé
- 1964 : Les Mauvaises Fréquentations, 42 minutes (premier titre, film en 16 mm)[23]
- 1966 : Le père Noël a les yeux bleus, 47 minutes
- 1968 : La Rosière de Pessac, 65 minutes
- 1969 : Deux films de 26 minutes chacun, réalisés pour la télévision :
  - Sur Le Dernier des hommes de Murnau
  - À propos de La Petite Marchande d'allumettes de Jean Renoir
- 1970 : Le Cochon, 65 minutes, coréalisé avec Jean-Michel Barjol
- 1971 : Numéro zéro, 1 h 50[note 3]
- 1973 : La Maman et la Putain, 3 h 40

Grand prix spécial du jury au Festival de Cannes 1973.
Prix de la Fédération de la presse cinématographique internationale 1973.
- 1974 : Mes petites amoureuses, 2 h
- 1977 : Une sale histoire, volet document : 22 minutes et volet fiction : 28 minutes
- 1979 : La Rosière de Pessac 79, 67 minutes
- 1980 : Le Jardin des délices de Jérôme Bosch, 34 minutes
- 1980 : Offre d'emploi, 18 minutes
- 1980 : Les Photos d'Alix, 18 minutes, avec Alix Cléo Roubaud et Boris Eustache 1982 : César du meilleur court métrage de fiction.

### Monteur
- Dedans Paris de Philippe Théaudière[2]
- Les Taches de Raymonde Baaudry-Delahaye[2]
- 1964 : Séquence de flamenco dans Octobre à Madrid de Marcel Hanoun[25],[note 4]
- 1966 : L'Accompagnement de Jean-André Fieschi
- 1966 : Jean Renoir, le Patron de Jacques Rivette pour la télévision[1]
- 1968 : Les Idoles de Marc'O
- 1971 : Une aventure de Billy le Kid de Luc Moullet

### Acteur
- 1962 : Les Roses de la vie de Paul Vecchiali
- 1966 : L'Accompagnement de Jean-André Fieschi
- 1966 : L'Authentique Procès de Carl-Emmanuel Jung de Marcel Hanoun (figuration créditée au générique)
- 1966 : Les Cœurs verts de Edouard Luntz
- 1967 : Week-end de Jean-Luc Godard
- 1973 : Céline et Julie vont en bateau de Jacques Rivette
- 1975 : Vincent mit l'âne dans un pré (et s'en vint dans l'autre) de Pierre Zucca
- 1977 : L'Ami américain de Wim Wenders
- 1978 : La Tortue sur le dos de Luc Béraud

## Publications

### Articles
- « Pourquoi j'ai refait la Rosière », Cahiers du cinéma, no 306,‎ décembre 1979, réédité dans Philippon 2005, p. 101-104
- Jean Eustache et André Labarthe, « Conversation avec Paul Gégauff », Limelight,‎ juin 1997[26]

### Scénarios
- « Peine perdue, fragments d'un scénario abandonné », Cahiers du cinéma, no 330,‎ décembre 1981 (lire en ligne, consulté le 16 mars 2012)
- « La rue s'allume, projet de film de Jean Eustache et Jean-François Ajion », Cahiers du cinéma, no 330,‎ décembre 1981 (lire en ligne, consulté le 16 mars 2012)
- La Maman et la Putain : scénario, Cahiers du cinéma, 7 mars 2001 (1re éd. 1986), 122 p. (ISBN 978-2-86642-208-0)

## Hommages

### Lieu

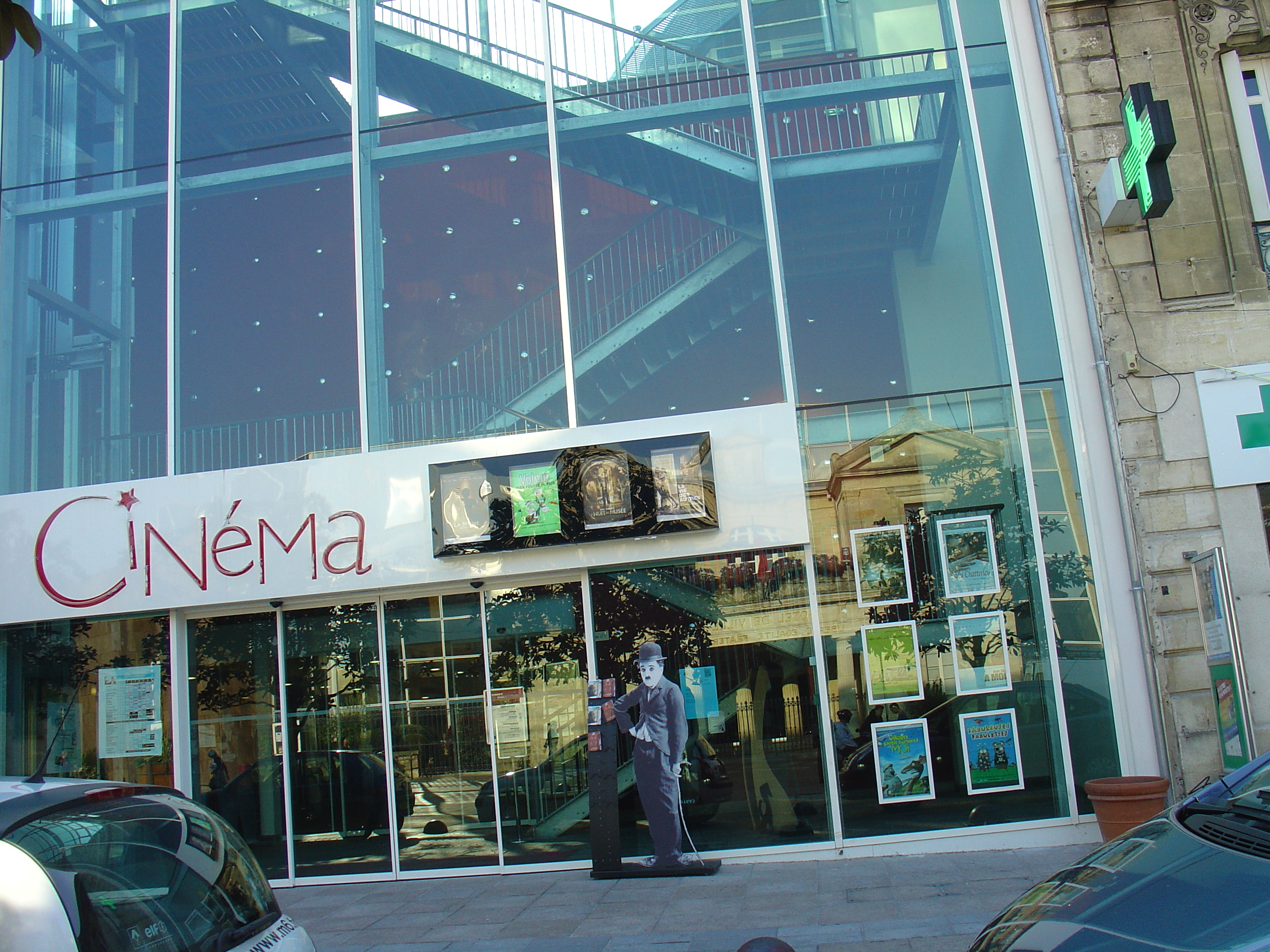
Le cinéma Jean-Eustache à Pessac.

Le cinéma de sa ville natale, Pessac, porte son nom.

### Œuvres
- Dans Domicile conjugal (1970) de François Truffaut (à 40 min 20 s), Antoine Doinel passe un appel à un certain Jean Eustache pour lui annoncer qu'il a un enfant. En effet, Jean-Pierre Léaud fut un des acteurs fétiches d'Eustache et de Truffaut.

Jean Eustache a profondément marqué ses amis et plusieurs lui ont rendu hommage depuis sa mort en 1981 :
- Après lui avoir dédié Elle a passé tant d'heures sous les sunlights en 1985[27], Philippe Garrel lui rend hommage dans son film Les Ministères de l'art (1988)[28].
- En 1993, Bernard Bonnamour réalise un film L'Entretien où Jean Eustache (incarné par Stéphane Roche) répond à une interview[29]. Le texte prononcé par Jean Eustache est issu de la retranscription d'un véritable entretien.
- En 2000, l'écrivain Lucile Laveggi, une de ses amies, lui consacre son roman Damien[30]. L'année suivante, Evane Hanska, une autre de ses amies, lui consacre également un ouvrage intitulé Mes années Eustache.
- En 2006, son ami Jean-Jacques Schuhl lui rend hommage dans le journal Libération dans un article intitulé « Jean Eustache aimait le rien »[31].
- En 2005, Jim Jarmusch lui dédie son film Broken Flowers[31].
- En 2008, le cinéaste Vincent Dieutre lui rend hommage dans un court métrage intitulé Exercice d'admiration : Jean Eustache. Dieutre reprend le monologue final de Veronika dans La Maman et la Putain en compagnie de Françoise Lebrun.

## Diffusion

### DVD
L'œuvre de Jean Eustache était difficile d'accès en DVD. Pour des raisons liées aux droits d'auteurs, il y a eu peu d'éditions de la plupart de ses films. Depuis 2022, Les Films du losange ont entrepris de restaurer et rééditer l'œuvre du réalisateur, à commencer par La Maman et la Putain, présenté au festival de Cannes 2022.
- Cinéma 06, novembre 2003, revue éditée par Léo Scheer, était accompagnée d'un DVD comprenant deux films de Jean Eustache : Le Jardin des délices de Jérôme Bosch et Offre d'emploi.
- Mes petites amoureuses, édité par le CNDP en 2005, avec bonus d'Alain Bergala et Anne Huet.
- Trois DVD édités au Japon en 2002 par Kinokuniya/Eurospace sous le titre de « Jean Eustache collection », comportant respectivement : La Maman et la Putain, Mes petites amoureuses et quatre courts métrages (Les Mauvaises Fréquentations, Le père Noël a les yeux bleus, Une sale histoire et Les Photos d'Alix).
- Une sale histoire, édité en 2017 par Potemkine.

### Rétrospectives
- Novembre 1986 : Festival d'Automne, cinémas Studio 43 et 14 juillet-Parnasse, Paris (in Le Monde, 18 novembre 1986), puis tournée en province.
- Janvier 1998 : festival Premiers Plans d'Angers[32]
- 14 décembre 2006 - 15 janvier 2007 : rétrospective intégrale au Centre Georges-Pompidou à Paris[33]
- 3-27 mai 2017 : Cinémathèque française[34]
- 24 janvier - 28 février 2025 : Cinémathèque suisse, à Lausanne[35]